# Johann Dvořák
Johann Dvořák (* 1946 in Wien) ist ein österreichischer Politikwissenschaftler.

## Leben
Johann Dvořák studierte Politikwissenschaft und Geschichte an der Universität Wien und habilitierte sich 1999 an der Universität Klagenfurt mit der Schrift „Selbstbildung, Volksbildung und staatliches Erziehungswesen. Auf den Spuren von Aufklärung und Bildung, von Weiterbildung und Politik im neuzeitlichen England“. Er nahm Lehraufträge an der Universität Wien, der Universität Graz und der Universität Linz in den Fachbereichen Politikwissenschaft und Erziehungswissenschaft wahr.
Für 2023 wurde ihm der Preis der Stadt Wien für Volksbildung zugesprochen.
Er ist mit der Rechtsanwältin Helene Klaar verheiratet.

## Forschungsschwerpunkte
Die Forschungsschwerpunkte von Dvořák liegen auf den Sachgebieten der Entstehung und Entwicklung des modernen Staates, der Politik und der Kultur der Moderne, der Politischen Bildung, der Geschichte und gesellschaftlichen Funktionen von Wissenschaft.

## Publikationen (Auswahl)

### Als Autor
- Edgar Zilsel und die Einheit der Erkenntnis. Löcker, Wien 1981, ISBN 3-85409-019-6.
- Politik und die Kultur der Moderne in der späten Habsburger-Monarchie. Studien Verlag, Wien 1997, ISBN 3-7065-1227-0.
- Selbstorganisierter Intellekt: Aufklärung, Bildung und Politik im neuzeitlichen England. Studien Verlag, Wien 2001, ISBN 3-7065-1417-6.
- Theodor W. Adorno und die Wiener Moderne. Ästhetische Theorie, Politik und Gesellschaft. Peter Lang, Frankfurt/Berlin u. a. 2005, ISBN 3-631-53184-2.
- Über Theorien des Politischen in der europäischen Neuzeit. Facultas Universitätsverlag, Wien 2014, ISBN 978-3-7089-1232-5.

### Als Herausgeber
- Edgar Zilsel: Die Geniereligion. Ein kritischer Versuch über das moderne Persönlichkeitsideal mit einer historischen Begründung. Suhrkamp Verlag, Frankfurt a. M. 1990, ISBN 3-518-28391-X.
- mit Hermann Mückler: Staat, Migration, Globalisierung. Facultas Universitätsverlag, Wien 2011, ISBN 978-3-7089-0393-4.
- mit Alex Gruber und Florian Ruttner: Unabgegoltene Hoffnung. Kritische Theorie, Moderne und Ästhetik. Wiener Studien zu Theodor W. Adorno Band 1, Praesens Verlag, Wien 2021, ISBN 978-3-7069-1135-1.